# Isla Galíndez
La isla Galíndez es una isla de la Antártida de 0,5 millas de largo, ubicada inmediatamente al este de la isla Winter dentro del grupo del  archipiélago Wilhelm. En ella se halla la Base Akademik Vernadsky perteneciente a Ucrania.

## Historia

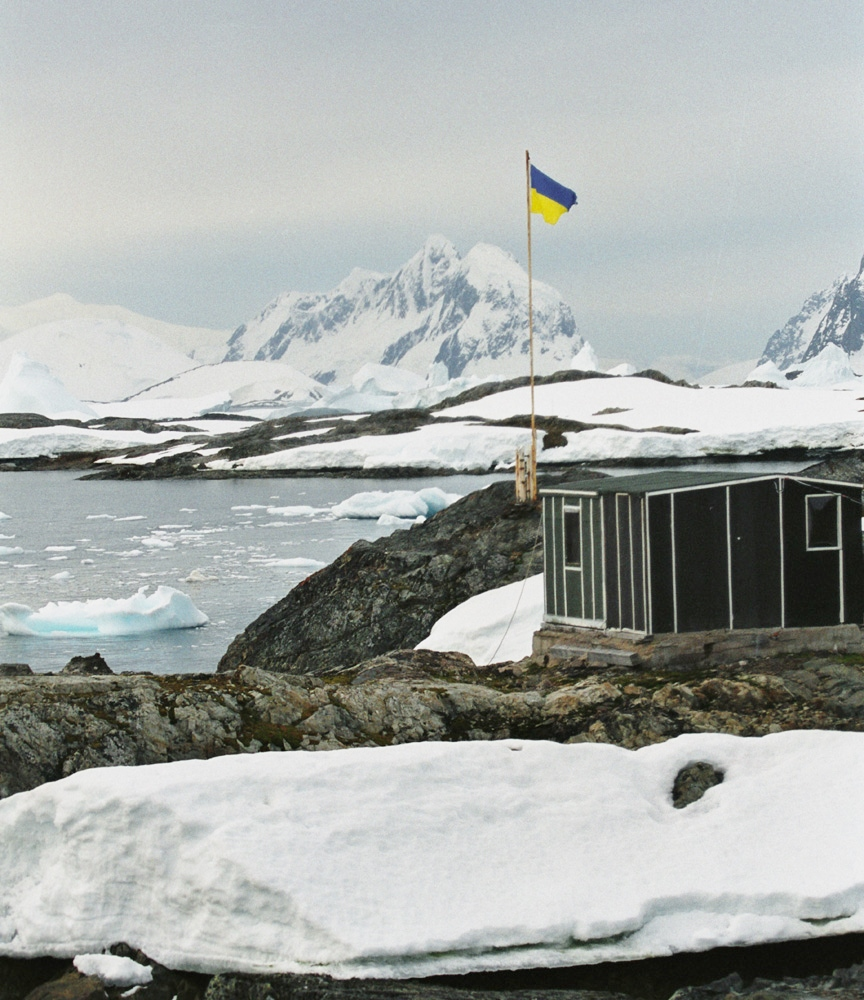
Akademik Vernadsky.

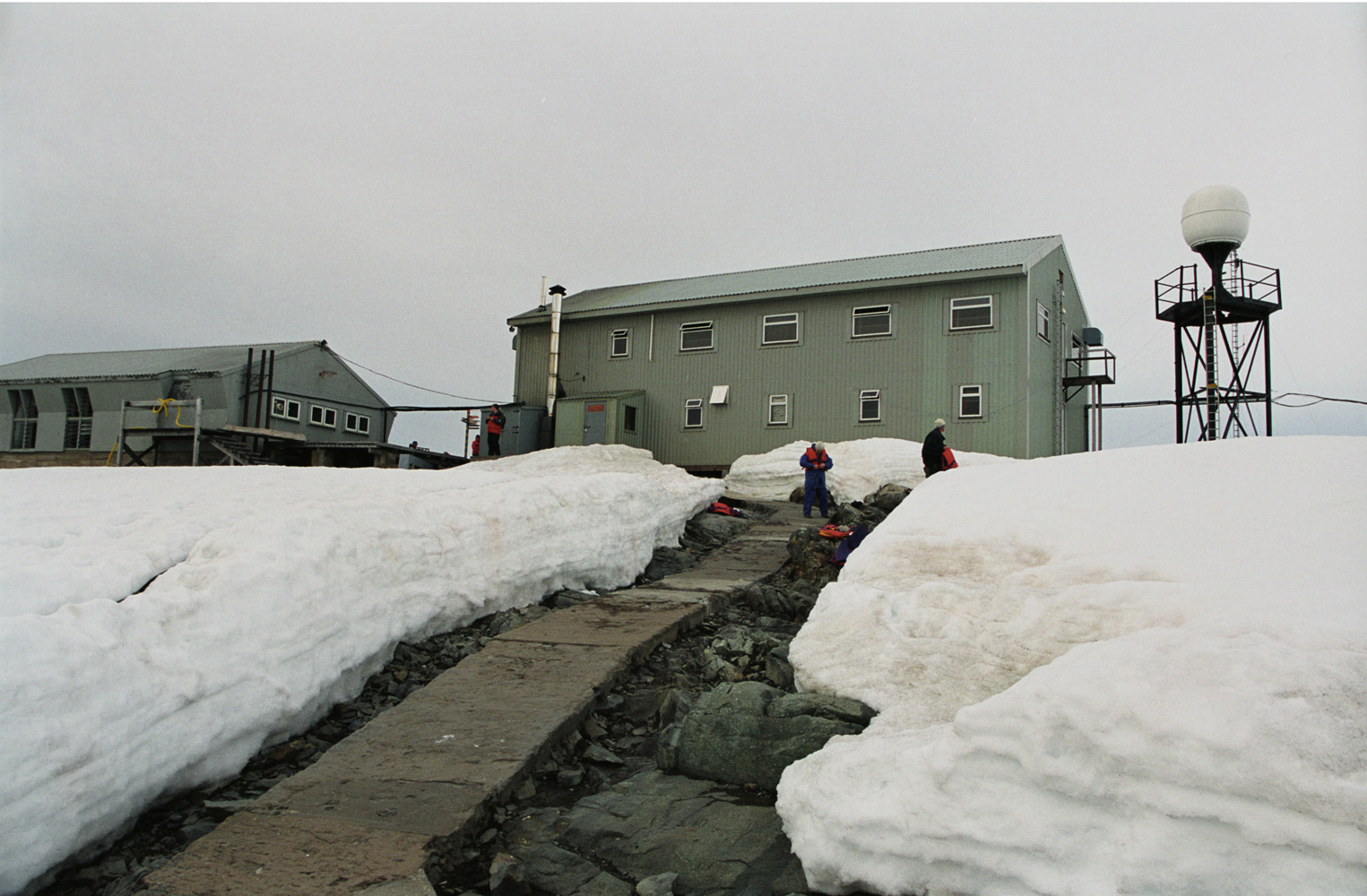
Akademik Vernadsky.

Junto con el resto de las islas Argentina, se atribuye su descubrimiento a la Tercera Expedición Antártica Francesa de Jean-Baptiste Charcot (1903-1905), quien dio nombre a varias islas en reconocimiento a la colaboración de la Argentina con su expedición. La isla Galíndez lleva el nombre del comandante de la corbeta ARA Uruguay de la Armada Argentina, capitán Ismael Galíndez, barco que rescató a los expedicionarios franceses.
La British Graham Land Expedition de 1934-1937 al mando de John Rymill, instaló en 1935 una cabaña (Wordie House) en la cercana isla Winter e invernó allí, efectuando un levantamiento biológico, geológico y cartográfico. La isla Galíndez fue cartografiada con exactitud por esta expedición.
El 7 de enero de 1947 el barco británico Trepassey del Falkland Islands Dependencies Survey buscó la cabaña de Rymill sin hallarla, debiéndose construir una nueva en el mismo lugar. La base fue denominada "F" y permaneció ocupada hasta 1953 cuando fue construida una nueva en punta Marina de la isla Galíndez, denominándose a la cabaña como Coronation Hut. Esta base fue un observatorio importante durante el Año Geofísico Internacional de 1957/58.
En 1977 la Base "F" fue renombrada Base Faraday. Después de 30 años de ocupación como un observatorio geofísico, magnético, ionosférico, atmosférico y meteorológico, la Base Faraday fue reconstruida por el British Antarctic Survey en 1980, antes de ser abandonada. En 1996 la base fue transferida (vendida simbólicamente por una libra esterlina) a Ucrania y renombrada a Base Akademik Vernadsky.

## Reclamaciones territoriales
Argentina incluye a la isla en el departamento Antártida Argentina dentro de la provincia de Tierra del Fuego, Antártida e Islas del Atlántico Sur; para Chile forma parte de la comuna Antártica de la provincia Antártica Chilena dentro de la Región de Magallanes y de la Antártica Chilena; y para el Reino Unido integra el Territorio Antártico Británico. Las tres reclamaciones están sujetas a los términos del Tratado Antártico.
Nomenclatura de los países reclamantes:
- Argentina: isla Galíndez
- Chile: isla Galíndez
- Reino Unido: Galindez Island